# Przyrownica
Przyrownica – wieś w Polsce położona w województwie łódzkim, w powiecie łaskim, w gminie Wodzierady.
Miejscowość położona jest na Wysoczyźnie Łaskiej. 
W latach 1975–1998 miejscowość administracyjnie należała do województwa sieradzkiego.
We wrześniu 1978 we wsi miało zostać zaobserwowane UFO podobne do tego znad Emilcina.
W miejscowości działa młyn zbożowy produkujący "Mąkę Przyrownicką".